# Hobyo (região)

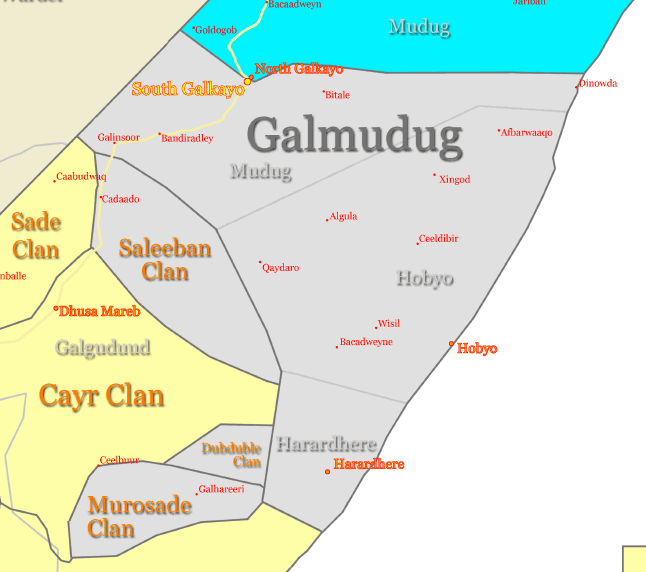
Mapa das Regiões de Galmudud com Hobyo ao centro

Hobyo é uma região do auto-declarado autônomo estado de Galmudug, localizado dentro da Somália. Sua capital é a cidade de Hobyo. A região de Hobyo fazia parte da região somali de Mudug.
Hobyo é banhada pelo Oceano Índico a leste e faz divisa ao norte norte com a parte de Mudug controlada por Galmudug, ao sul com a região de Harardhere e a oeste com a região de Galguduud, controlada pelo Governo de Transição Federal.
Principais cidades da região: Hobyo, Bacadweyne, Ceeldibir, Wisil, Algula, Xingod, Afbarwaaqo e Qaydaro.